# Кредит стэнд-бай
Кредит стэнд-бай (англ. Stand-by credit) — кредит, который с 1952 г. предоставляется странам-членам МВФ для определенных, согласованных с МВФ целей на основе соглашений «стэнд-бай». Банк резервирует к установленному сроку оговоренную сумму, а клиент использует её частично или полностью в зависимости от потребностей в кредите.
Соглашения о резервных кредитах  (Stand-by Arrangements) , или соглашения о расширенных кредитах (Extended Arrangements) предполагают, что страна получает гарантию того, что она сможет автоматически получать иностранную валюту до суммы, о которой достигнута договоренность, в любое время, в течение срока действия соглашения при соблюдении его условий. В современных условиях главным назначением кредитов «стэнд-бай» является кредитование макроэкономических стабилизационных программ, осуществляемых странами-членами. Кредиты обычно предоставляются на срок 12-24 мес. Покупки иностранной валюты, совершенные на основе соглашения «стэнд-бай», должны быть погашены в течение двухлетнего периода. Практика показывает, что объем выделяемых средств по таким соглашениям, как правило, превышает сумму их фактического использования. После окончания соглашения не использованная страной сумма кредита возвращается Фонду.